# Spritzgurke
Die Spritzgurke (Ecballium elaterium L.; Synonyme: Cucumis silvestris, Momordica elaterium (L.) A. Rich.), auch Eselsgurke genannt, ist die einzige Art der Pflanzengattung Ecballium innerhalb der Familie der Kürbisgewächse (Cucurbitaceae). Sie ist im Mittelmeerraum verbreitet, aufgrund ihres Ausbreitungsmechanismus bekannt und wird als Zierpflanze verwendet.

## Beschreibung

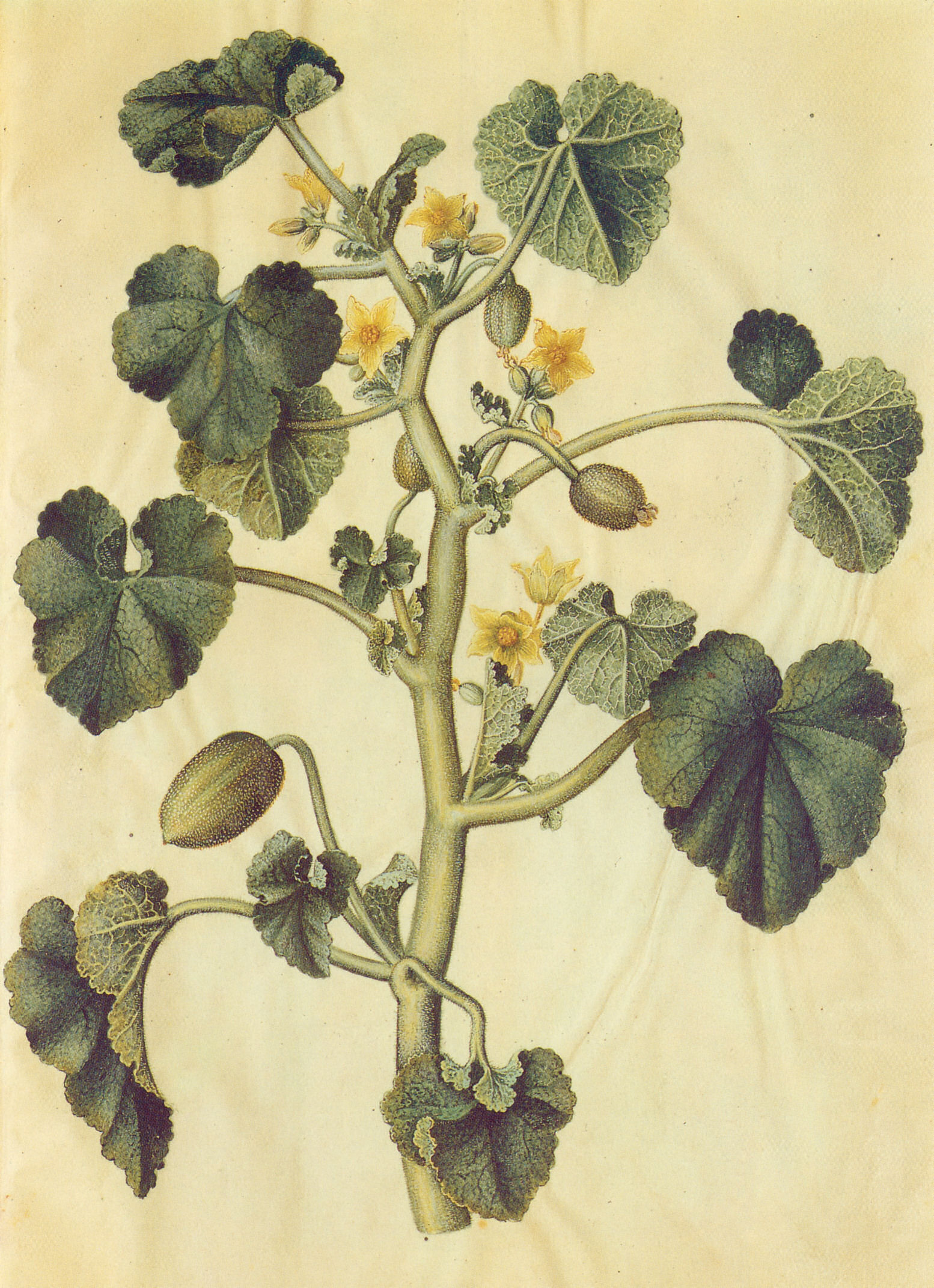
Illustration

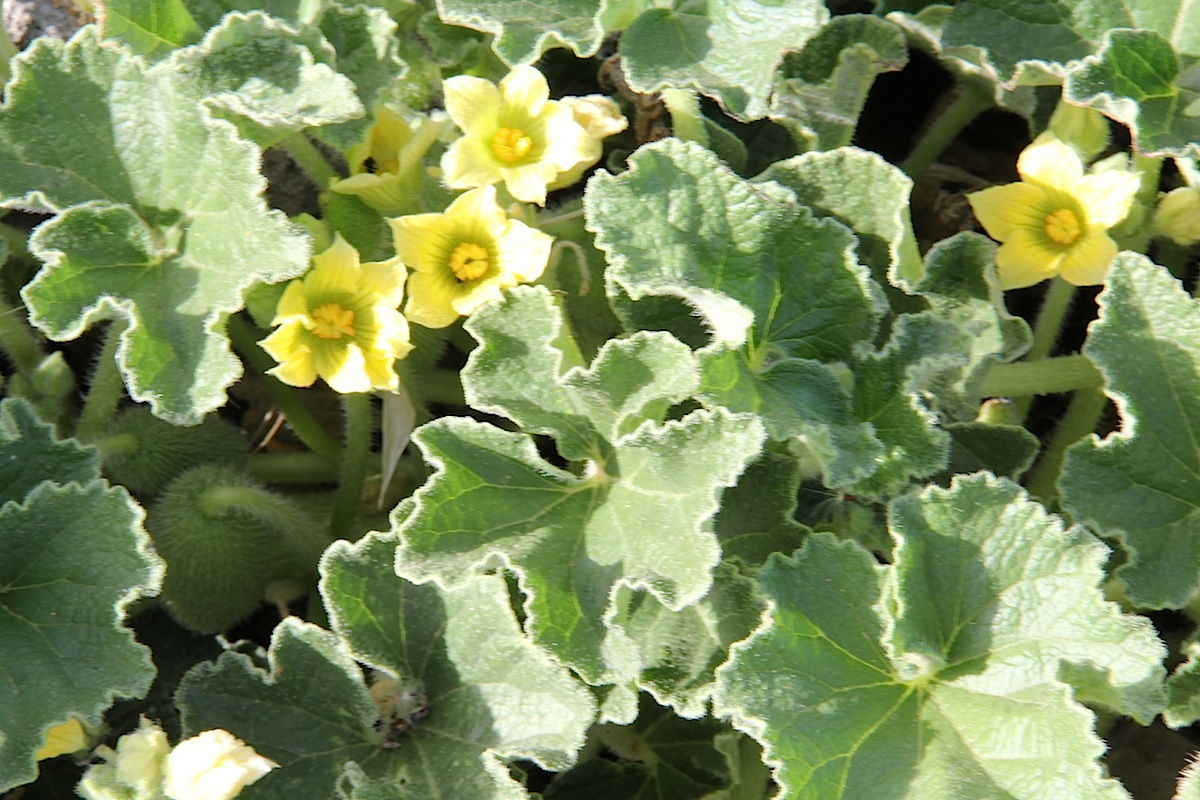
Habitus, Laubblätter und Blüten

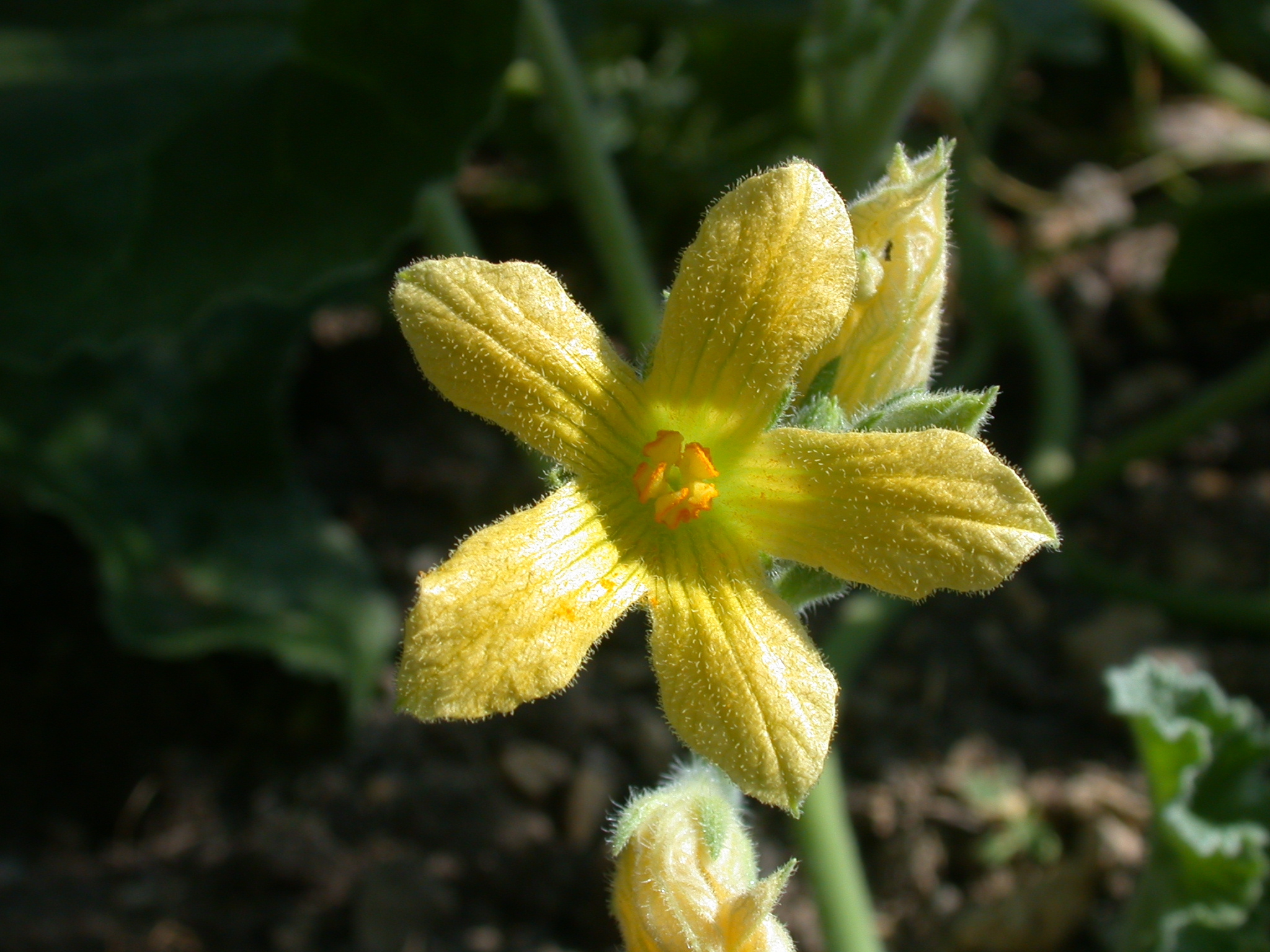
Fünfzählige Blüte

### Vegetative Merkmale
Die Spritzgurke ist eine ausdauernde, krautige Pflanze. Sie bildet keine Ranken. Die meist niederliegenden oder kletternden Stängel sind dick, fleischig, abstehend behaart, stark verzweigt und werden 20 bis 150 cm lang.
Die wechselständig angeordneten Laubblätter sind in Blattstiel und Blattspreite gegliedert. Der Blattstiel ist bis zu 13 cm lang. Die relativ dicke, auf der Unterseite steif behaarte Blattspreite ist bei einer Länge von 4 bis 10 cm ungeteilt oval bis handförmig gelappt bis gespalten mit herzförmiger Spreitenbasis.

### Generative Merkmale
Ecballium elaterium ist je nach Unterart monözisch oder diözisch, die Blüten sind stets eingeschlechtig, können jedoch zusammen auf einer oder auf getrennten Individuen vorkommen. Die Blüten stehen in Blattachseln, die männlichen in Trauben, die weiblichen einzeln. Die Blüten sind radiärsymmetrisch und fünfzählig mit doppelter Blütenhülle. Die fünf blassgelben Kelchblätter sind 1,5 bis 2 cm lang und glockenförmig verwachsen. Die fünf Kronblätter sind glockenförmig verwachsen. Von den fünf Staubblättern ist eines frei, die übrigen sind jeweils zu zweit miteinander verwachsen.
Die Frucht ist eine Panzerbeere.
Die Chromosomenzahl beträgt 2n = 18 oder 24.

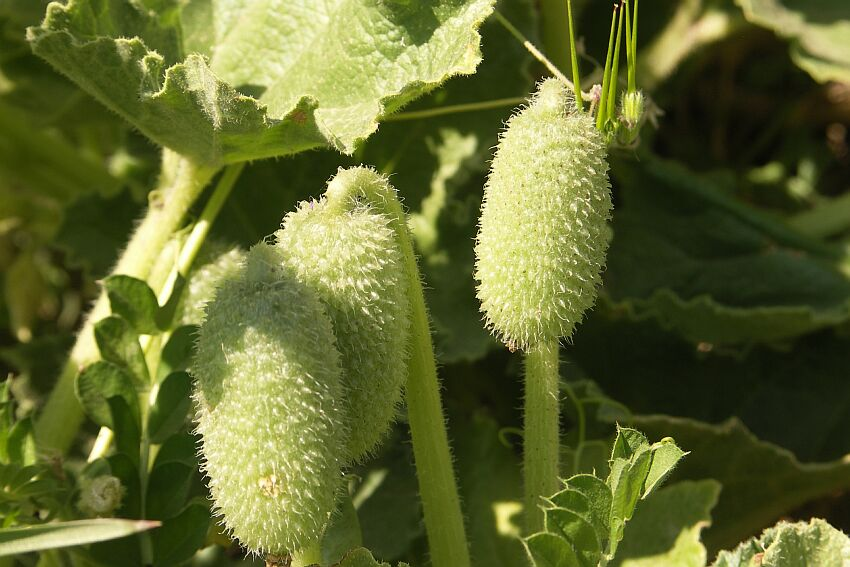
Früchte

## Ausbreitungsmechanismus
Die Spritzgurke verfügt über den im Pflanzenreich eher seltenen Ausbreitungsmechanismus des Saftdruckstreuers. Die Frucht ist ähnlich wie bei den übrigen Kürbisgewächsen aufgebaut und besteht aus drei verwachsenen Fruchtblättern, die eine innere Höhle freilassen (Parakarpie), wobei diese Höhle jedoch mit den Karpellflanken, den Plazenten und den Samen erfüllt ist. Bei der Spritzgurke steht dieses Füll- oder Schwellgewebe zur Zeit der Samenreife unter einem sehr hohen Turgordruck und besitzt ein osmotisches Potential von bis zu −1,5 MPa. Dadurch wird die Wand der Panzerbeere elastisch gedehnt. An der Ansatzstelle des Fruchtstiels bildet sich eine ringförmige Sollbruchstelle. Der Fruchtstiel steht senkrecht nach oben, das letzte Stück ist gebogen, sodass die Frucht schräg zur Erde weist. Zur Reife wird der Stiel durch den Innendruck weggeschleudert, die gedehnte Fruchtwand zieht sich zusammen, das Innere der Frucht mit den Samen wird ausgeschleudert, die Frucht selbst durch den Rückstoß in die Gegenrichtung geschleudert. Die Samen werden auf diese Weise mit bis zu 80 km/h 10 bis 12 m weit verteilt. Da sie zudem noch Elaiosomen besitzen, werden sie von Ameisen sekundär weiter ausgebreitet.

## Inhaltsstoffe und Wirkung
Alle Pflanzenteile sind stark giftig. Der stark abführend (drastisch) wirkende Wirkstoff wird meist als Elaterin bezeichnet, besteht jedoch aus einem Gemisch verschiedener Stoffe, besonders aus Cucurbitacin E und I, sowie Steringlykosiden, dessen genaue Zusammensetzung vom Alter der Pflanze abhängig ist. Die Bildung des Giftes erfolgt wahrscheinlich in den Wurzeln, von wo aus es in die Blätter transportiert wird.
Nach oraler Aufnahme folgen Durchfall, Koliken, Erbrechen, Kopfschmerzen, beschleunigter Puls, Darmreizung, wässriger bis blutiger Stuhl. Auch Todesfälle sind bekannt. Auf der Haut kann der Saft der Frucht zu Entzündungen führen.

## Verbreitung
Die Spritzgurke ist im gesamten Mittelmeerraum beheimatet. Das Areal reicht von Armenien bis Makaronesien. In Mitteleuropa verwildert sie selten und unbeständig und wächst hier als einjährige Pflanze vorwiegend auf Ruderalstellen, da sie mangels Winterhärte nur als Same überwintert. Sie kommt in Mitteleuropa in Gesellschaften des Sisymbrion-Verbands vor. Im Mittelmeergebiet ist sie eine Art des Verbands Chenopodion muralis.

## Systematik
Die Erstveröffentlichung erfolgte im Jahr 1753 unter dem Namen (Basionym) Momordica elaterium durch Carl von Linné. Die Neukombination zu Ecballium elaterium (L.) A.Rich. wurde im Jahr 1824 durch Achille Richard veröffentlicht. Gattungsname Ecballium A.Rich. nom. cons. wurde in Melbourne ICN Art. 14.4 & App. III konserviert gegenüber Elaterium Mill. nom. rej.
Ecballium elaterium ist die einzige Art der Gattung Ecballium aus der Tribus Bryonieae in der Unterfamilie Cucurbitoideae innerhalb der Familie Cucurbitaceae. Ihr Schwestertaxon ist die ebenfalls im Mittelmeerraum heimische Gattung Bryonia.
Innerhalb der Art werden zwei Unterarten unterschieden:
- Ecballium elaterium subsp. elaterium ist monözisch und hat eine Chromosomenzahl von 2n = 18.
- Ecballium elaterium subsp. dioicum (Batt.) Costich ist diözisch.

Die beiden Unterarten hybridisieren frei, auch ist die Diözie nur durch ein Gen bestimmt.

## Nutzung
Die Spritzgurke wird aufgrund ihres Ausbreitungsmechanismus häufig als Zierpflanze angebaut. In der Volksmedizin wird sie unter anderem als Mittel gegen Gelbsucht verwendet. Sie wird auch seit der Antike als drastisches Abführmittel (Purgiermittel) verwendet. Die aus dem Saft der Spritzgurke (im Mittelalter auch „Wilder Kürbis“ genannt; lateinisch unter anderem auch als Cucumis bzw. Cucumis silvestris bezeichnet) gewonnene Droge (Milchsaft) wird Elaterium album (früher, zum Beispiel bei Plinius dem Älteren, auch elacterium) genannt. (Die lateinischen Bezeichnungen elacterium und elaterium sind abgeleitet von griechisch elatērion und dies von elatērios „vertreibend, schleudernd, abtreibend, abführend“). Vom an der Luft getrockneten eingedickten Saft der Spritzgurke, dem Elatarium album (sive anglicum), wurde früher das über Feuer getrocknete Elaterium nigrum unterschieden.